# Epipactis pupplingensis
Epipactis pupplingensis är en orkidéart som beskrevs av K.P.Bell. Epipactis pupplingensis ingår i släktet knipprötter, och familjen orkidéer. Inga underarter finns listade i Catalogue of Life.